# Poskoczowate
Poskoczowate (Eresidae) – rodzina pająków z podrzędu Opisthothelae. Obejmuje 9 rodzajów i ponad 100 opisanych gatunków. Większość z nich występuje w Afryce, ale niektóre spotykane są w Europie, Azji i Ameryce Południowej.

## Morfologia

Układ oczu u rodzaju Adonea

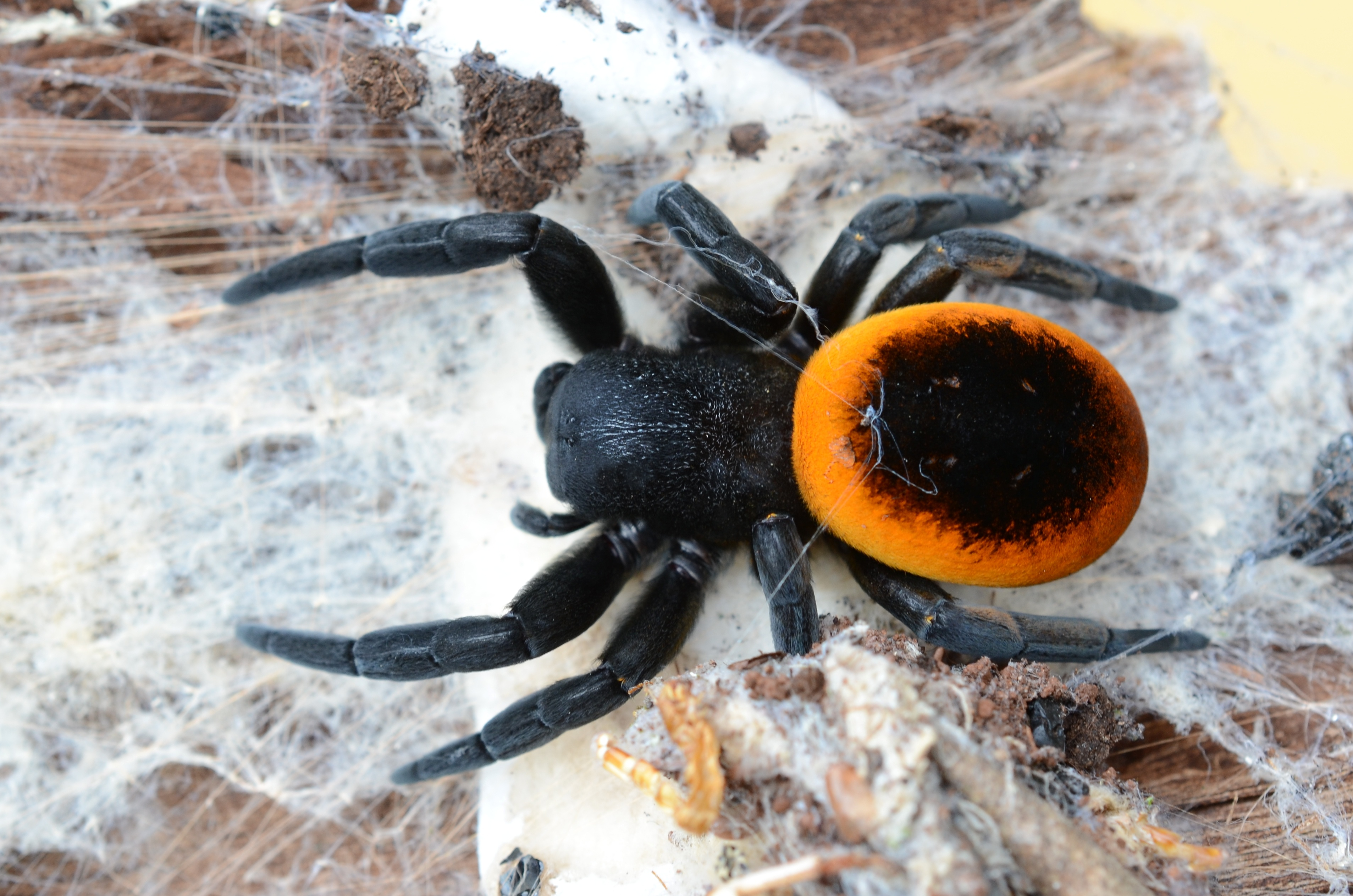
Samica poskocza tytana

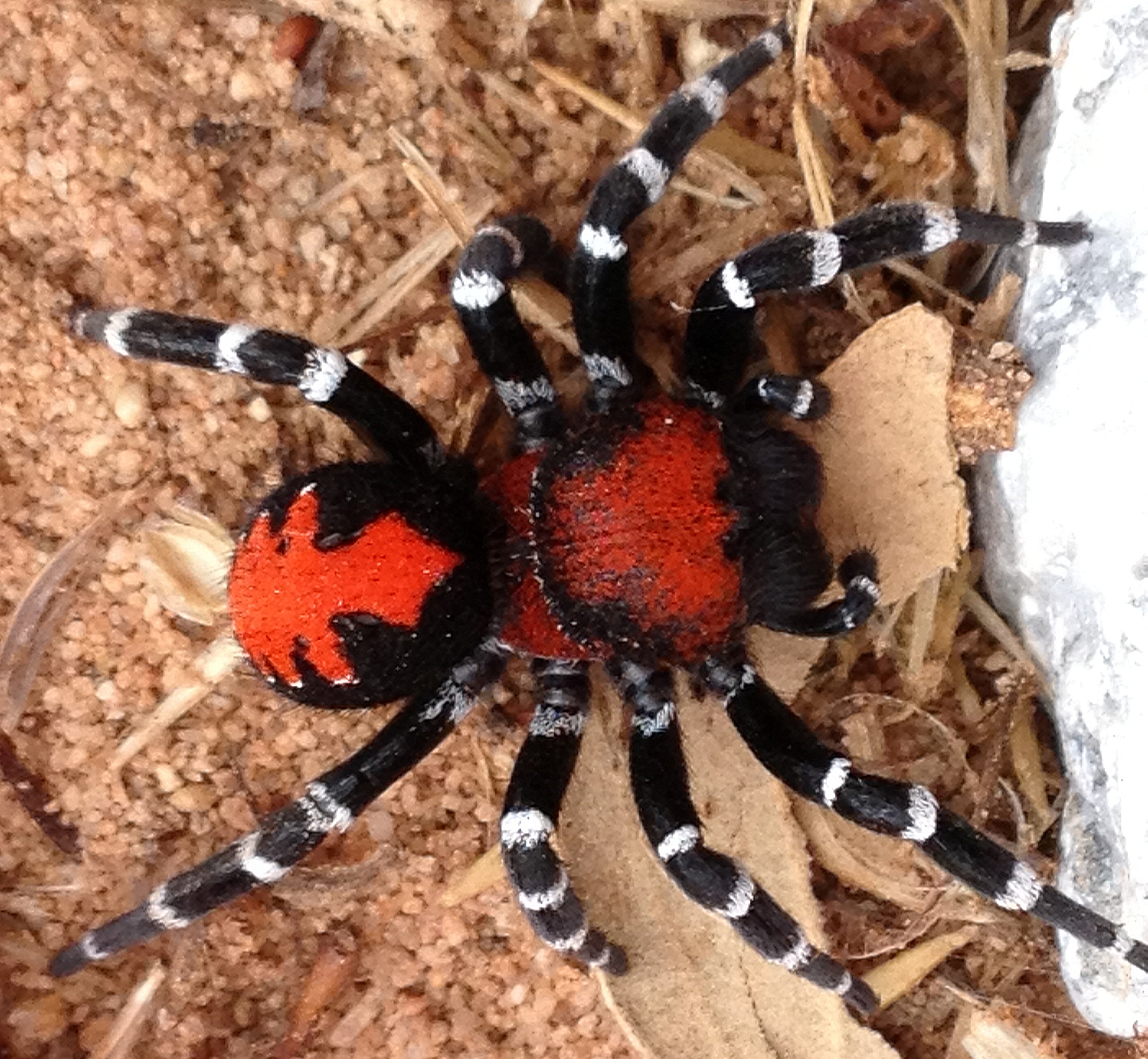
Samiec Loureedia maroccana

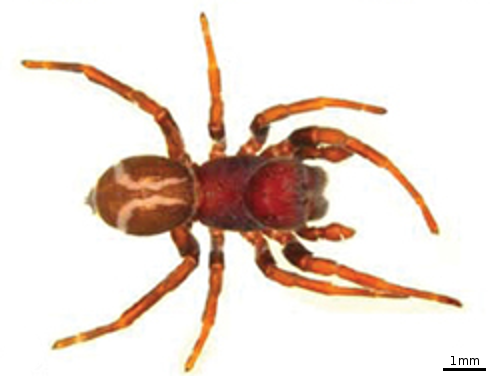
Paradonea presleyi

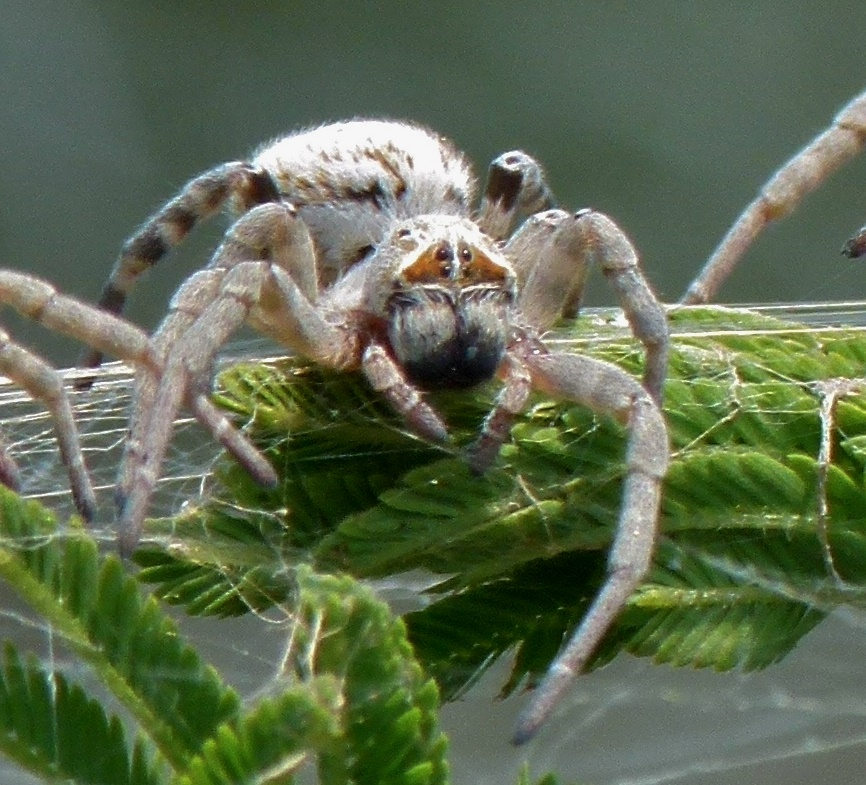
Stegodyphus dumicola

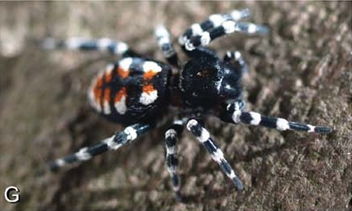
Samiec Loureedia annulipes

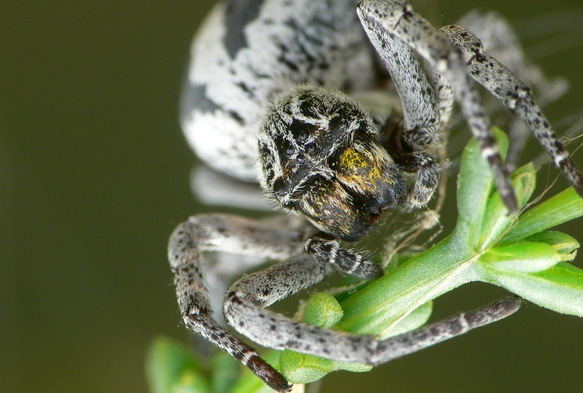
Samica Stegodyphus lineatus

Pająki przysadzistej budowy, często pokrojem przypominające skakunowate. Oskórek porośnięty mają co najmniej dwoma rodzajami szczecinek.
Karapaks jest prawie prostokątny w widoku grzbietowym i miewa silnie wyniesioną część głowową. Oczy są stosunkowo małe, pozbawione błon odblaskowych. Jest ich ośmioro, rozmieszczonych w dwóch rzędach, z których przedni jest prosty. Tylny rząd jest silnie wygięty – oczy pary tylno-bocznej leżą znaczniej bardziej z tyłu niż pary tylno-środkowej. Oczy par środkowych leżą blisko siebie, a oczy przednio-bocznej pary blisko przednio-bocznych kątów karapaksu. Przednio-środkowa część karapaksu wyciągnięta jest w kapturek nadustkowy. Szczękoczułki są tęgie, pełne lub na dośrodkowych powierzchniach wydrążone, pozbawione wyraźnej bruzdy do chowania pazura, za to z pojedynczym, dużym, czasem piłkowanym kilem przed pazurem. W odsiebnej części przedniej powierzchni szczękoczułka, koło pazura wyrasta gęsta kępa silnych szczecin. Nogogłaszczki samicy zwieńczone są pazurkiem. Odnóża zazwyczaj są krótkie. Na goleniach występują dwa szeregi trichobotrii, a na nadstopiach pojedyncze, odsiebnie osadzone trichobotrium; w bliższych częściach botriów znajdują się serie poprzecznych żłobków. Stopy zwieńczone są trzema pazurkami, z których większy i środkowy mają szeregi ząbków. U wierzchołka stopy umiejscowiony jest niewielki, zamknięty narząd tarsalny. Ostatnia para odnóży ma na nadstopiach ciągnący się przez całą ich długość grzebień przędny oraz grzbietowo położoną łatkę mniejszych szczecinek kalamistralnych, przy czym niekiedy łatka i grzebień nie są wyraźnie rozróżnialne.
Opistosoma (odwłok) jest zazwyczaj podługowata. Grzbietowe sigilla są na oskórku dobrze widoczne. Na układ oddechowy tylnej części opistosomy składają cztery nierozgałęzione, rurkowate tchawki. Siteczko przędne jest wykształcone, u większości rodzajów pośrodkowo podzielone na dwie części, a u Dresserus nawet czterodzielne. Kądziołki przędne pary przednio-środkowej wyposażone są w pólko gruczołów przędnych gruszkowatych oraz, z wyjątkiem rodzaju Seothyra, w liczne gruczoły przędne ampułkowate większe. Kądziołki przędne pary tylno-środkowej u samic Dresserus i Gandanameno są wydłużone i rozdzielone na dwa płaty, zaś u pozostałych poskoczowatych niepodzielone. Na kądziołkach tych znajduje się pólko gruczołów przędnych groniastych oraz od jednego do kilku gruczołów przędnych ampułkowatych mniejszych. Kądziołki przędne pary tylno-bocznej dysponują pólkiem gruczołów przędnych groniastych oraz oddalonym od nich gruczołem zmodyfikowanym, zwykle z przyległym doń jednym lub dwoma gruczołami przędnymi groniastymi.
Nogogłaszczki samca mają goleń zaopatrzoną w dwa szeregi trichobotrii i pozbawioną apofizy retrolateralnej. Bulbus ma tegulum pozbawione apofyzy medialnej. Konduktor jest zesklerotyzowany. Embolus skręcony jest w spiralkę o osi ustawionej odsiebno-dosiebnie, rzadziej mniej lub bardziej brzuszno-grzbietowo.
Genitalia samicy mają epigyne w formie płytki płciowej z niewyodrębnionym płatem tylnym. Wulwa zawiera jedną parę spermatek, zwykle umieszczą w pozycji tylnej, ale Dresserus i Gandanameno umieszczoną przednio.

## Biologia i ekologia
Większość gatunków zasiedla pustynie, półpustynie i suche stepy o skąpej roślinności, ale spektrum habitatów całej rodziny jest szersze, obejmując nawet lasy deszczowe.
Większość poskoczowatych buduje bardzo mocne, rurkowate oprzędy, które u wylotu przechodzą w płaskie, dywanowate sieci łowne utkane z kędzierzawych nici. U ujścia oprzędu może się znajdować zamaskowane wieczko, od którego promieniście rozchodzą się nici sygnałowe. Rurkowaty oprzęd umieszczony może być w wykopanej przez pająka pionowej lub ukośnej norce, bądź też ulokowanym być w szczelinach skalnych, pod kamieniami czy odstającą korą drzewa. Gatunki o takich schronieniach polują głównie z zasadzki.
Odmienną strategię przyjmują przedstawiciele rodzaju Stegodyphus – pająki te tworzą z przędzy rozległe gniazda na roślinach. Można wśród nich znaleźć gatunki samotnicze, jak żyjące w gnieździe gromadnie, w tym podspołeczne (subsocjalne) i niemal społeczne (kwazisocjalne). Te ostanie żyją w tworzą kolonie liczące nawet setki spokrewnionych osobników, które stosują zmasowane ataki na ofiary.
U wielu poskoczowatych występuje matryfagia. W tym przypadku narządy wewnętrzne samicy zaczynają ulegać degradacji od razu po złożeniu przez nią kokonu. Wylęgnięte młode są przez nią karmione upłynnionymi wnętrznościami, a gdy to źródło pokarmu się kończy zjadają matkę i dopiero potem rozbiegają się z gniazda. Zjawisko to odegrało prawdopodobnie rolę w ewolucji  zachowań społecznych u Stegodyphus, jako że redukuje występowanie kanibalizmu między młodymi.

## Rozprzestrzenienie
Przedstawiciele rodzaju zamieszkują krainy: palearktyczną, etiopską, madagaskarską, orientalną i neotropikalną, przy czym w tej ostatniej występuje tylko jeden gatunek, a pozostałe ograniczone są do Starego Świata. Większość gatunków występuje w Afryce. Z Europy wykazano około 15 gatunków z czterech rodzajów. Z Polski stwierdzono tylko poskocza krasnego, którego objęty tam jest częściową ochroną gatunkową, ale prawdopodobne jest występowanie w tym kraju również poskocza obrączkowanego.

## Taksonomia
Takson ten pojawił się po raz pierwszy w publikacji Charlesa A. Walckenaera pod nazwą Erraticae. W świetle zasad ICZN nie jest ona jednak uważana za ważną, gdyż nie została utworzona od rodzaju typowego. Ważną nazwę rodziny podał jako pierwszy Carl Ludwig Koch w 1845 roku w publikacji Georga Carla Berendta.
W XX wieku i w pierwszej dekadzie XXI wieku poskoczowate dzielono na podrodziny Eresinae i Penestominae. W 2010 roku ten drugi takson wyniesiony został przez Jeremiego A. Millera i innych na podstawie wyników molekularnej analizy filogenetycznej do rangi osobnej rodziny Penestomidae, jako że okazał się bliżej spokrewniony z lenikowatymi. W 2012 roku Miller i inni dokonali rewizji klasyfikacji rodzajowej poskoczowatych. 
Według stanu na 2024 rok do poskoczowatych zalicza się 106 opisanych gatunków zgrupowanych w dziewięciu rodzajach:
- Adonea Simon, 1873
- Dorceus C.L. Koch, 1846
- Dresserus Simon, 1876
- Eresus Walckenaer, 1805 – poskocz
- Gandanameno Lehtinen, 1967
- Loureedia Miller et al., 2012
- Paradonea Lawrence, 1968
- Seothyra Purcell, 1903
- Stegodyphus Simon, 1873